# Macchina virtuale

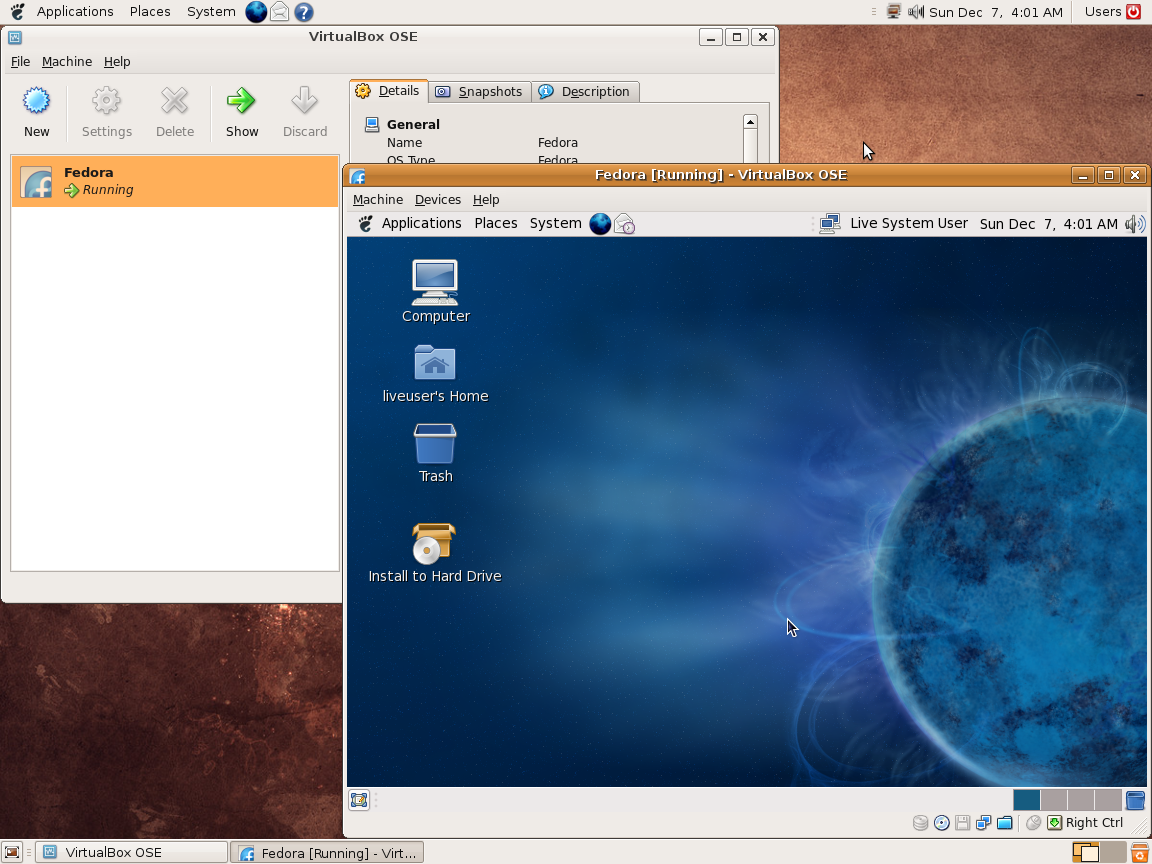
Una macchina virtuale creata con VirtualBox

In informatica il termine macchina virtuale (VM) indica un software che, attraverso un processo di virtualizzazione, crea un ambiente virtuale che emula tipicamente il comportamento di una macchina fisica (PC, client o server) grazie all'assegnazione di risorse hardware (porzioni di disco rigido, RAM e risorse di processamento) e in cui alcune applicazioni possono essere eseguite come se interagissero con tale macchina; infatti se dovesse andare fuori uso il sistema operativo che gira sulla macchina virtuale, il sistema di base non ne risentirebbe affatto. Tra i vantaggi vi è il fatto di poter offrire contemporaneamente ed efficientemente a più utenti diversi ambienti operativi separati, ciascuno attivabile su effettiva richiesta, senza "sporcare" il sistema fisico reale con il partizionamento del disco rigido oppure fornire ambienti clusterizzati su sistemi server.

## Significati

### Significato originario
In origine, il termine "virtual machine" indicava la creazione di una molteplicità di ambienti di esecuzione identici in un unico computer, ciascuno con il proprio sistema operativo. Lo scopo di questa tecnica era quello di dividere tra più utenti l'uso di un singolo computer, dando ad ognuno l'impressione di esserne gli unici utilizzatori, oltre ad avere vantaggi che le macchine reali non hanno (ad esempio il caso di dover riavviare la macchina: con macchine virtuali l'operazione è più veloce e c'è la possibilità di scegliere quali componenti attivare e quali no). Il software che rende possibile questa divisione è chiamato virtual machine monitor o hypervisor.
Questo genere di virtualizzazione è particolarmente utilizzata nel campo dei mainframe e dei supercomputer.
Esempi di virtualizzazioni di questo genere sono i sistemi operativi VM/CMS e OS/360 di IBM e Xen.
La virtualizzazione può essere vista in diversi modi:
- Paravirtualizzazione: la macchina virtuale non simula un hardware ma offre speciali API che richiedono modifiche nel sistema operativo;
- Virtualizzazione nativa (o totale): la macchina virtuale esercita una completa virtualizzazione dell'hardware, tramite un hypervisor di tipo 1 o 2;
- Virtualizzazione non nativa: la macchina virtuale emula il software e il sistema operativo scritti per un altro processore, permettendo loro di essere eseguiti; è possibile che siano incluse componenti hardware che necessitano di microcodice.
- Virtualizzazione a livello di sistema operativo: la macchina virtuale adotta una virtualizzazione a livello kernel, che permette a un server di virtualizzarne centinaia di altri.

### Application virtual machine
Il significato più comune oggi è quello di un programma che emuli un calcolatore (di solito un calcolatore astratto, cioè a cui non corrisponde un calcolatore reale). I programmi applicativi sono scritti in un linguaggio compilato per questo calcolatore immaginario (cioè tradotti nelle sue istruzioni native) e, una volta compilati, eseguiti sulla macchina virtuale software, che può agire o come interprete o come compilatore "al volo" (compilazione just in time). Dal momento che si possono scrivere diverse macchine virtuali per diverse piattaforme, il programma compilato può "girare" su qualsiasi piattaforma su cui "giri" la macchina virtuale.
L'hypervisor è il componente chiave per un sistema basato sulla virtualizzazione.
Il Virtual Machine Monitor deve operare in maniera trasparente senza pesare con la propria attività sul funzionamento e sulle prestazioni dei sistemi operativi.
Un linguaggio moderno che fa uso della macchina virtuale è il Java: i programmi scritti in Java sono infatti compilati (cioè tradotti) nel linguaggio bytecode, che gira sulla Java Virtual Machine.
Progenitori delle macchine virtuali odierne si possono considerare sia la "macchina P", cioè il calcolatore astratto per cui erano (e sono tuttora) compilati i programmi in Pascal nelle prime fasi della compilazione (producendo il cosiddetto P-Code), sia la "macchina S", un altro calcolatore astratto (che però ebbe anche una realizzazione "concreta", cioè hardware) per cui erano compilati i programmi in Simula nelle prime fasi della compilazione (producendo il cosiddetto S-code).
L'hypervisor alloca le risorse dinamicamente quando e dove necessario, riduce in modo drastico il tempo necessario alla messa in opera di nuovi sistemi, isola l'architettura nel suo complesso da problemi a livello di sistema operativo ed applicativo, abilita ad una gestione più semplice di risorse eterogenee e facilita testing e debugging di ambienti controllati.

### Emulazione di sistemi operativi
Talvolta il termine macchina virtuale viene utilizzato per indicare l'emulazione di una piattaforma.
È possibile tramite appositi applicativi creare un "ambiente applicativo" tale da apparire come un "finto computer", su cui si potrà installare un sistema operativo diverso da quello che equipaggia il vero elaboratore.
Gli usi possibili sono:
- la simulazione di piattaforme hardware ancora in fase di progettazione (è questo uno degli usi originari)
- l'emulazione di un sistema operativo diverso da quello realmente installato sul proprio hardware al solo scopo di utilizzare applicazioni sviluppate solo per quello emulato e non per il proprio
- operazioni di "consolidamento": passare cioè da avere x server fisici per x servizi, all'avere un unico server fisico con x istanze del sistema operativo, ognuna delle quali istanze può eseguire uno o più servizi.

### Parallel virtual machine
Se nella sua accezione originaria il concetto di virtual machine indicava la suddivisione di un singolo computer tra più utenti, la potenza sempre crescente dei computer ha fatto sorgere l'esigenza inversa: far percepire come unica entità un sistema composto da molti computer distinti. In questo caso si parla di Parallel Virtual Machine. L'uso più classico di questa tecnologia è quello della creazione di cluster di centinaia, se non migliaia, di elaboratori per sostenere carichi di lavoro massicciamente parallelizzabili.